# Zbigniew Szyguła
Zbigniew Szyguła – polski lekarz, doktor habilitowany w dziedzinie nauk o zdrowiu, nauczyciel akademicki 
Akademii Wychowania Fizycznego im. Bronisława Czecha w Krakowie,
Państwowej Wyższej Szkoły Zawodowej w Nowym Sączu i
Państwowej Wyższej Szkoły Zawodowej w Tarnowie.

## Życiorys
W roku 1977 ukończył studia na Wydziale Lekarskim Akademii Medycznej w Krakowie a w 1978 na Akademii Wychowania Fizycznego w Krakowie. 
Pracę doktorską nad temat wpływu wysiłku fizycznego na układ erytrocytarny ukończył w 1983. 
W 2010 uzyskał habilitację.
Od 1 października 2019 r. jest dziekanem Wydziału Ochrony Zdrowia Państwowej Wyższej Szkoły Zawodowej w Tarnowie.